# O Páramo
O Páramo is een gemeente in de Spaanse provincie Lugo in de regio Galicië met een oppervlakte van 75 km². O Páramo telt 1.456 inwoners (1 januari 2016).